# Вікове дерево клена-явора
Вікове дерево клена-явора — ботанічна пам'ятка природи місцевого значення в Україні, розташована в Києві, у Печерському районі.  

## Опис
Об’єкт являє собою екземпляр клена-явора, або клена білого, віком понад 100 років. Дерево має висоту 24 метри, а обхват стовбура становить 294 см.  

## Охоронний статус
Пам'ятка отримала статус ботанічної пам'ятки природи місцевого значення відповідно до рішення Київради від 2 грудня 1999 року №147/649.  

## Розташування
Дерево розташоване в Печерському районі м. Києва, за адресою: вул. Євгена Коновальця, 2 (колишня вул. Щорса).

## Галерея

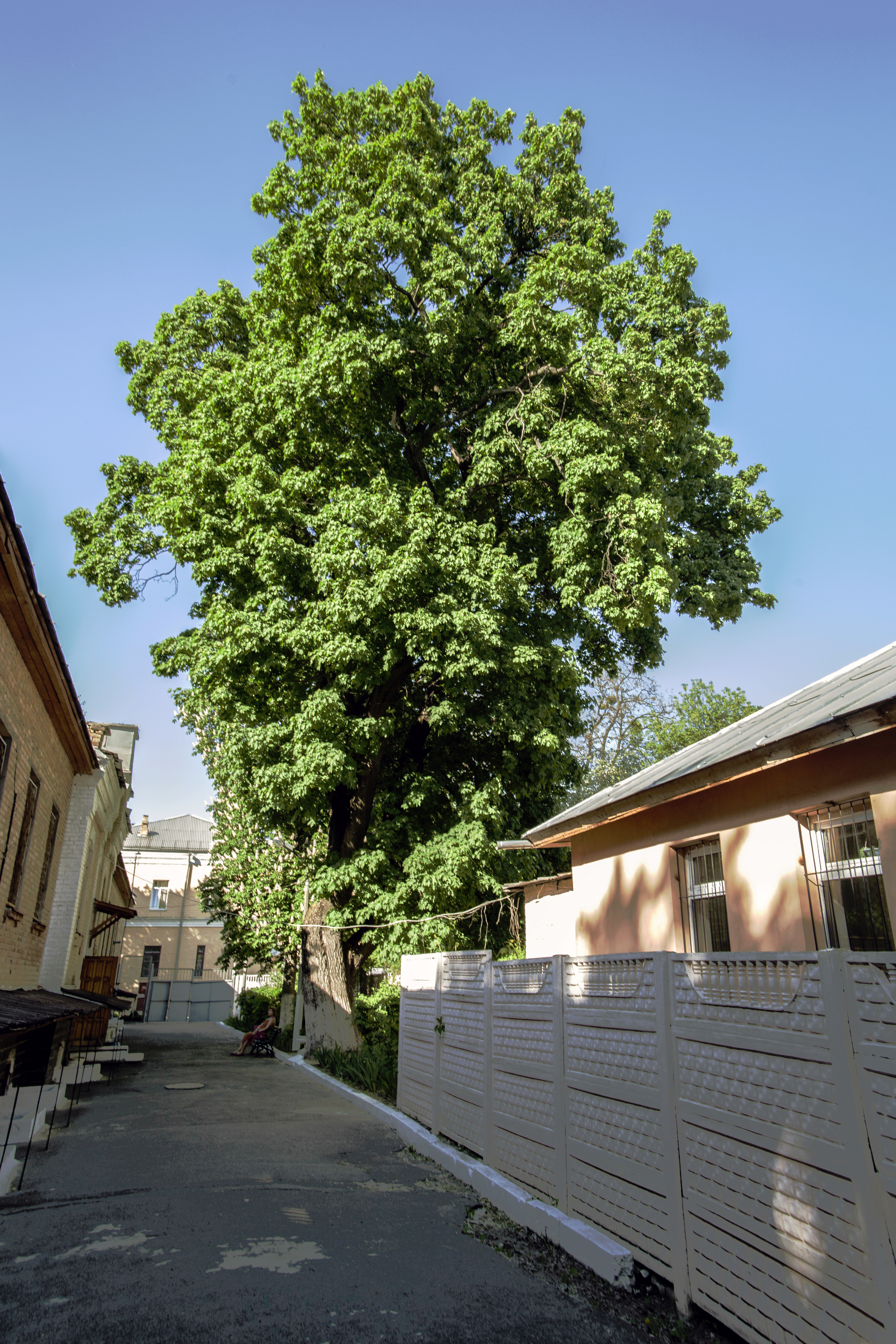
Вікове дерево клена-явора